# Забродье (Брестская область)
Забро́дье (бел. Заброддзе) — деревня в Барановичском районе Брестской области Белоруссии. Входит в состав Крошинского сельсовета. Население по переписи 2019 года — 28 человек.

## География
Расположена в 9 км (11 км по автодорогам) к востоку-северо-востоку от центра Барановичей, на расстоянии 5,5 км (7 км по автодорогам) к юго-юго-западу от центра сельсовета, агрогородка Крошин. Примыкает с юга к деревне Лавриновичи.

## История
По переписи 1897 года — деревня Даревской волости Новогрудского уезда Минской губернии, 29 дворов. В 1909 году — 27 дворов и 240 жителей. Рядом находились два фольварка — Кадзевича (1 двор, 15 жителей) и Рымашевского (1 двор, 12 жителей).
После Рижского мирного договора 1921 года — в составе гмины Дарево Барановичского повета Новогрудского воеводства Польши, 15 домов.
С 1939 года — в составе БССР, с конца июня 1941 года до 8 июля 1944 года оккупирована немецко-фашистскими войсками, разрушено 24 дома.
В 1940–57 годах — в Новомышском районе Барановичской, с 1954 года Брестской области. Затем район переименован в Барановичский.
До недавнего времени работал магазин.
В 2013 году передана из упразднённого Колпеницкого сельсовета в Крошинский.

## Население
| Численность населения (по переписи) | Численность населения (по переписи) | Численность населения (по переписи) | Численность населения (по переписи) | Численность населения (по переписи) | Численность населения (по переписи) | Численность населения (по переписи) |
| 1897                                | 1909                                | 1921                                | 1959                                | 1999                                | 2009                                | 2019                                |
| ----------------------------------- | ----------------------------------- | ----------------------------------- | ----------------------------------- | ----------------------------------- | ----------------------------------- | ----------------------------------- |
| 161                                 | ↗283                                | ↘84                                 | ↗107                                | ↘44                                 | ↘20                                 | ↗28                                 |